# Koritno, Brežice
Koritno este o localitate din comuna Brežice, Slovenia, cu o populație de 84 de locuitori.